# Вепсы
Ве́псы (вепс. vepsläižed; официально до 1917 — чудь) — малочисленный народ финно-угорской языковой группы уральской языковой семьи, традиционно проживающий в России на территории Республики Карелия, Вологодской и Ленинградской областей. В Карелии проживает бо́льшая часть представителей этого народа.
В апреле 2006 года вепсы были включены в Перечень коренных малочисленных народов Севера, Сибири и Дальнего Востока Российской Федерации. Всего их насчитывается около 4 900 человек.
Национальный язык — вепсский с письменностью на латинице — сегодня близок к вымиранию.

## Названия и этногруппы
Самоназвания — vepsä, vepsläižed, bepsä, bepsaažed, lüdinikad, lüdilaižed, tägalaižed. До 1917 года вепсы официально именовались чудью. Этноним «вепсы» распространяется уже в современное время. В деревнях в бытовой русской речи также употреблялись названия «чухари» или «кайваны», которые часто имели шутливо-иронический или уничижительный оттенок.
Выделяются три этнографические группы вепсов:
- северные (прионежские) вепсы — на юго-западном побережье Онежского озера (на юге Карелии (бывшая Вепсская национальная волость с центром в селе Шёлтозеро, ныне — Шелтозерское, Рыборецкое, Шокшинское вепсские сельские поселения) на границе с Ленинградской областью);
- средние (оятские) вепсы — в верхнем и среднем течении реки Оять, в районе истоков рек Капша и Паша (северо-восток Ленинградской области и северо-запад Вологодской области)
- южные вепсы — на южных склонах Вепсовской возвышенности (восток Ленинградской области и северо-запад Вологодской области — Вепсское национальное сельское поселение в Бабаевском районе)[уточнить].

- Одна из версий флага вепсов
- Одна из версий флага вепсов

## Язык и письменность
Национальный язык вепсов — вепсский — принадлежит к финно-угорской группе уральской языковой семьи. Он был включён в 2009 году ЮНЕСКО в Атлас исчезающих языков мира как «находящийся под сильной угрозой исчезновения». Имеет три живых диалекта; в 2010 году имел в России 3 613 носителя.
Это агглютинативный язык с большим количеством падежей, который, в отличие от близких ему языков, почти полностью утратил гармонию гласных. В его лексике прослеживается заметное влияние русского языка в виде многочисленных заимствований.
Письменность вепсов сегодня существует на основе латиницы.

## Генезис и история
В настоящее время учёные не могут окончательно решить вопрос о генезисе вепсского этноса. Полагают, что по происхождению вепсы связаны с формированием других прибалтийско-финских народов и что они обособились от них, вероятно, во 2-й половине I тысячелетия н. э., проживая в бассейнах Ояти, Свири, Паши. А к концу этого тысячелетия расселились в треугольнике между Ладожским, Онежским и Белым озёрами. Курганные могильники X—XIII веков уже можно определить как древневепсские.
Считают, что наиболее ранние упоминания вепсов относятся к VI веку н. э. (остготский историк Иордан пишет о племени vasinabroncas, подчинённом готскому королю Германариху). Адам Бременский пишет о северном народе wzzi. Арабская историческая традиция, начиная с Ибн Фадлана (X век), упоминает этноним вису.
Русские летописи с IX века называют, вероятно, этот же народ весью. Русские писцовые книги, жития святых и другие источники чаще знают древних вепсов под именем чудь. Основными источниками по ранней истории вепсов являются сведения древнерусских летописей о племенах чуди и веси, которых наука считает их предками. В Повести временных лет летописец Нестор сообщает о расселении чуди и веси, указывая, что «чудь сидят близ моря Варяжского» (так славяне именовали Балтийское море). «Варяги также сидят по Варяжскому морю, но здесь они находники… а на Белоозере сидит весь, которые здесь первонасельники…» Сказание о призвании варягов в «Повести временных лет» начинается с краткого сообщения летописи: «В год 6367 (859) варяги из заморья взимали дань с чуди, словен, мери, веси и с кривичей».
В IX—XI вв. древневесская культура достигла довольно высокого уровня развития. Комплексный характер хозяйства определил принадлежность веси к определённому типу земледельцев северной лесной зоны, который в это время приобрёл весьма широкое распространение. В X—XI вв. весь выступает уже как заметное этническое целое — раннефеодальная народность, а не племя или союз племён.
Древние вепсы сыграли важную роль в исторических событиях образования Древнерусского государства, создав, по данным летописи, вместе со славянскими племенами — словенами и кривичами — военно-политический союз, ставший основой для его формирования. Их участие в таком союзе было обусловлено расселением древних вепсов на важнейшем для мировой торговли северном отрезке Великого волжского торгового водного пути — от Ладожского до Онежского озера.
Мощная славянская колонизация кардинально изменила этническую карту региона. Тем не менее на основной территории своего расселения — в Межозерье — вепсы продолжали развивать свою культуру, оказывали собственное влияние на новое окружение. Следы этого можно видеть в региональной топонимике, в особенностях диалектов русского языка в той местности.
Усиление феодального и религиозного гнёта заставляло вепсов искать от него избавления, расселяясь в различных направлениях. Вепсы, как отметил Д. В. Бубрих, были подготовителями распространения русской государственности на обширных пространствах Севера.
В Межозерье — между Онежским и Ладожским озёрами (на своей основной этнической территории) — вепсы жили с конца 1 тысячелетия, постепенно перемещаясь на восток. Некоторые группы вепсов покидали Межозерье и сливались с иными этносами — например, в XII—XV веках вепсы, проникнувшие в районы севернее р. Свирь, стали частью карельского этноса — людиками и ливвиками. В отличие от них, северные вепсы являются потомками более поздних переселенцев, не смешанных с карелами.
Миграции вепсов на северо-восток — в Обонежье и Заволочье — привели к возникновению вепсских групп, совокупность которых в русских исторических источниках названа заволочской чудью. Наиболее восточные из этих групп приняли участие в формировании западных коми. Остальные были ассимилированы в ходе славянской колонизации.
Основная часть вепсов в XIII—XV векаx жила в границах Обонежского ряда, а затем Обонежской пятины Новгородской Земли. После присоединения Новгорода к Московскому государству вепсы были включены в число государственных (черносошных) крестьян. В начале XVIII века северные вепсы оказались приписанными к Олонецким (Петровским) металлургическим и оружейным заводам, а оятские — к Лодейнопольской судостроительной верфи.
По первой ревизии 1719 года, вепсов насчитывалось 8,3 тысячи человек.
В течение XVIII века вепсы не были выявлены и описаны этнографами. Н. Карамзин писал в своей «Истории государства Российского» что «Весь, меря, мурома, наконец обратились в славян» и прекратили свое существование. Заново «открыл» вепсов и их язык этнограф А. М. Шёгрен в 1824—1829 годах, выявив четыре группы их расселения около Белоозера, Тихвина, Лодейного поля и Вытегры и предположив их происхождение от летописного племени весь.
Первым определил численность вепсов академик П. И. Кёппен. По его подсчётам, в Европейской России в 1848 году проживало 15 617 вепсов, в том числе в Олонецкой губернии — 8550, в Новгородской — 7067.
В 1897 году, по данным Всероссийской переписи населения, численность вепсов составляла 25 820 человек, в том числе 7,3 тысяч проживало в Восточной Карелии, к северу от р. Свирь. В 1897 году вепсы составляли 7,2 % населения Тихвинского уезда и 2,3 % населения Белозерского уезда Новгородской губернии.
В конце XIX века примерно треть вепсов — прежде всего, мужчины — владела русским разговорным языком. В обзоре Олонецкой губернии за 1906 год подчёркивалось, что на языковую ассимиляцию вепсов «особенно влияет школа, где дети приучаются говорить по-русски». Распространение русского языка определяли малочисленность вепсов и отсутствие у них своей письменности.
По переписи 1926 года, численность вепсов резко выросла и составила 32 773 человек (99,2 % проживали в сельской местности, у 94,7 % национальность и родной язык совпадали). По новому административному делению, вепсы оказались в Карельской АССР и Череповецкой и Ленинградской области (объединены в 1927 году), в 1937 году часть территорий вепсов в Ленинградской области были переданы вновь созданной Вологодской области. Разделение народа между разными регионами сказалось на его развитии.
В 1920—1930-е годы, в рамках политики коренизации в местах компактного проживания народа, были созданы вепсские национальные районы (Винницкий (1931—1937) в Ленинградской области и Шелтозерский (1927—1956) в Карельской АССР), а также вепсские сельские советы и колхозы. В начале 1930-х годов началось внедрение преподавания вепсского языка и ряда учебных предметов на этом языке в начальной школе, появились учебники вепсского языка на основе латинской графики.
В 1937 году преподавание на вепсском языке в школах прекратилось и было полностью переведено на русский язык. В течение примерно двух десятилетий у вепсов-горожан произошёл массовый переход от двуязычия к знанию только русского языка. В том же 1937 году Винницкий национальный район был преобразован в обычный, а в 1957 году был упразднён Шелтозерский район в Карелии.
С 1950-х годов, в результате усиления миграционных процессов, урбанизации вепсов и распространения экзогамных браков, ускорился процесс ассимиляции вепсов в Карелии. В Вологодской и Ленинградской областях к этому добавилась политика властей. При переписях 1970 и 1979 гг. в Вологодской и Ленинградской областях счётчики, по распоряжению вышестоящих руководителей, записывали вепсов русскими. В это же время власти записывали вепсов «русскими» и в паспортах. В 1983 паспорта с указанной русской национальностью имели 63,5 % вепсов, из них 54,1 % были записаны русскими по инициативе властей. Предпринимались и попытки массового переселения вепсов — например, после неудачной попытки Вологодского обкома переселить шимозерских вепсов в Оштинский район, власти развернули политику закрытия больниц, школ, почты. В результате к 1959 году шимозерские вепсы оставили район и переселились в Подпорожский и Винницкий районы Ленинградской области, а также в другие регионы.
Около половины вепсов обосновалось в городах. Согласно переписи населения 1989 года, в СССР проживало 12,1 тысяч вепсов, но только 52 % их назвали вепсский язык родным.
В 1989 году началось возрождение вепсской письменности появились оригинальные произведения и переводы.
Исследование ДНК вепсов выявило, что по Y-ДНК у них доминируют Y-хромосомная гаплогруппа N1a1 (38,5 %) и Y-хромосомная гаплогруппа R1a (35,9 %). На третьем месте находится Y-хромосомная гаплогруппа N(xN3)-M231 (17,9 %), на четвёртом месте — Y-хромосомная гаплогруппа I-M170 (5,1 %), на пятом месте — Y-хромосомная гаплогруппа R1b-M173/M269 (2,9 %). По мтДНК доминирует митохондриальная гаплогруппа H (57,6 %), на втором месте находится митохондриальная гаплогруппа U5 (16,8 %).

### Динамика численности вепсов в СССР и Российской Федерации[33]
| Республики и области         | 1926   | 1937   | 1939   | 1959   | 1970 | 1979 | 1989   | 2002 | 2010 |
| ---------------------------- | ------ | ------ | ------ | ------ | ---- | ---- | ------ | ---- | ---- |
| СССР                         | 32 785 | 29 842 | 31 679 | 16 374 | 8281 | 8094 | 12 501 | ...  | ...  |
| РСФСР / Российская Федерация | 32 784 | 29 585 | 31 449 | 16 170 | 8057 | 7550 | 12 142 | 8240 | 5936 |
| Республика Карелия           | 8587   | 9007   | 9388   | 7179   | 6323 | 5864 | 5954   | 4870 | 3423 |
| Ленинградская область        | 12857  | 15 146 | 15 571 | 8026   | 650  | 774  | 4273   | 2019 | 1380 |
| Вологодская область          | 0      | 5432   | 4976   | 117    | 282  | 65   | 728    | 426  | 412  |
| Череповецкая губерния        | 11328  | -      | -      | -      | -    | -    | -      | -    | -    |
| Санкт-Петербург / Ленинград  | 5      | 0      | 198    | 0      | 154  | 208  | 368    | 318  | 271  |
| прочие регионы               | 7      | 0      | 1316   | 848    | 648  | 639  | 819    | 607  | 450  |
| остальные союзные республики | 1      | 257    | 237    | 204    | 224  | 544  | 359    | …    | …    |

## Современное расселение и численность
Общая численность вепсов в России — 5 936 человек согласно переписи 2010 г. (8 240 человек согласно переписи 2002 года, 1989 — 12 142 человека; в 1959 — около 16 170).
В Карелии проживает 4 870 вепсов (2002 г., в 1989 г. их было 5 954 чел.), что составляет более половины от общей численности этого народа. До середины XX в. вепсы проживали почти исключительно в юго-восточной части республики — в основном, по западному берегу Онежского озера южнее и юго-восточнее села Шокша. В пределах существовавшего здесь до 1957 года Шелтозерского района они в 1926 году составляли почти 95 % населения. В дальнейшем, из-за миграционных процессов, резко возросло средоточие вепсов в столице Карелии. Если в 1926 году в Петрозаводске проживало 1,2 % карельских вепсов, то уже к 1939 году этот показатель возрос до 25,2 %, и в дальнейшем он продолжал непрерывно увеличиваться (1970 год — 44,1 %, 1989 год — 51,7 %). По данном переписи 2002 г., в Петрозаводске проживало уже 55,7 % вепсов Карелии. Процесс «перетекания» вепсов в столицу вызывает дальнейшую деструкцию вепсского населения — в Петрозаводске они составляют лишь около 1 % от общего населения и в этих условиях, можно сказать, «обречены» на полную ассимиляцию в относительно недалёком будущем.
В 1994 году была образована Вепсская национальная волость (ВНВ) на части территории Прионежского района Карелии. Население Вепсской национальной волости проживало в 14 населённых пунктах, объединённых в три национальных вепсских сельсовета. Бывший центр волости — село Шёлтозеро — расположено в 84 км от Петрозаводска. Тем не менее 1 января 2006 года — в ходе муниципальной реформы — национальная волость была ликвидирована. В настоящее время на территории Республики Карелии находится три вепсских сельских поселения: Шелтозерское, Рыборецкое и Шокшинское.
Наибольшая по площади часть этнической территории вепсов располагается в Ленинградской области на стыке границ трёх административных районов (Подпорожского, Тихвинского и Бокситогорского). По переписи 2002 года, в области проживало 2 019 вепсов, а по переписи 1989 года — 4 273.
| Районы                     | 1989 | 2002 | 2010 |
| -------------------------- | ---- | ---- | ---- |
| Ленинградская область      | 4273 | 2019 | 1380 |
| Подпорожский район         | 2957 | 1226 | 909  |
| город Подпорожье           | 312  | 120  | 79   |
| прочие городские поселения | 118  | 71   | 75   |
| сельское население         | 2527 | 1035 | 755  |
| Тихвинский район           | 305  | 242  | 133  |
| город Тихвин               | 99   | 85   | 57   |
| сельское население         | 206  | 157  | 76   |
| Бокситогорский район       | 513  | 204  | 108  |
| городское население        | 71   | 22   | 14   |
| сельское население         | 442  | 182  | 94   |
| Лодейнопольский район      | 192  | 76   | 35   |
| город Лодейное Поле        | 78   | 39   | 20   |
| рабочий посёлок Свирьстрой | 13   | 5    | 0    |
| сельское население         | 101  | 32   | 15   |
| прочие районы              | 306  | 271  | 195  |

Традиционная область расселения вепсов Ленинградской области расположен на стыке границ четырёх перечисленных в таблице восточных районов и состоит из пяти слабо связанных между собой частей. Географически это бассейн реки Оять, водораздельный участок Вепсской возвышенности (Vepsän ülüz), истоки рек Паша, Курба, Колпь и Лидь.
В Бабаевском районе Вологодской области проживает 426 вепсов. Статусом национального вепсского сельского поселения обладает Куйское сельское поселение (деревни Кийно (Kuja), Никонова Гора (Pondala)).
Небольшие группы вепсов-переселенцев начала XX века и времён коллективизации сохранились в Кемеровской области и Усть-Ордынском Бурятском округе Иркутской области. В Кемеровской области перепись 2002 года зафиксировала 83 вепса. 281 вепс был также записан при проведении Всеукраинской переписи населения 2001 года. В Белоруссии в 1999 году проживало 12 вепсов.
По названию бывших административных районов, а также рек и озёр, вепсы делятся на ряд групп: шелтозерские (прионежские) в Карелии, шимозерские и белозерские в Вологодской области, винницкие (оятские), шугозерские и ефимовские в Ленинградской области.
Возрастная структура вепсов отличается большим количеством пожилых людей, что обычно для активно ассимилируемой этнической общности. Так, у вепсов Карелии доля пожилого населения достигает 35,1 % от общей численности (у мужчин — 21,7 %, у женщин — 44,1 %). Медианный возраст вепсов составляет 47,8 года (у русских Карелии — 34 года). В Ленинградской области постарение вепсского населения ещё более значительно: лица пенсионного возраста составляют среди них 55,9 % (у мужчин — 40,4 %, у женщин — 66 %), медианный возраст достигает 62,9 года (у русских — 39,4 года).
Большинство верующих вепсов — православные христиане.
Существует Общество вепсской культуры в Петрозаводске, пользующееся значительной помощью со стороны властей Карелии, и Вепсское общество в Санкт-Петербурге.
Численность вепсов в населённых пунктах в 2002 г.:
- Республика Карелия:
  - город Петрозаводск 2698
  - село Шёлтозеро 385
  - село Рыбрека 322
  - посёлок Кварцитный 183
  - город Кондопога 155
  - село Шокша 119
- Ленинградская область:
  - село Винницы 309
  - город Подпорожье 118
  - посёлок Курба 111
  - деревня Лукинская 101
- Санкт-Петербург:
  - город Санкт-Петербург 318

## Традиционный быт

### Занятия
До середины 1930-х годов вепсы жили большими, 3—4-поколенными семьями. Всей хозяйственной и обычной жизнью большой семьи руководил её глава — старейший мужчина, дед или отец — ižand («хозяин»). Его жена — emäg («хозяйка») — ухаживала за скотом (кроме лошадей), домом, готовила пищу, ткала и шила одежду.
В основном жизнь вепсского крестьянина была связана с ведением сельского хозяйства. Вепсы выращивали рожь, ячмень, овёс, горох, бобы и небольшое количество пшеницы и картофеля. Из технических культур — лён, хмель, из овощных — репу. Позднее стали сажать лук, брюкву, редьку, капусту, морковь, картофель. Животноводство играло подсобную роль. Оно сдерживалось из-за недостатка сенокосных угодий. Разводили коров, лошадей, овец. В среднем хозяйстве обязательно имелась лошадь, 2-3 коровы, овцы. В крепких хозяйствах северных вепсов держали 4-6 лошадей с выездной парой, 12 коров, стадо овец. В деревнях оятских вепсов (Пёлдуши, Бахарево) в конце XIX века разведение племенного скота, его закупка в близлежащих деревнях и отгон для продажи в Петербург стало особым промыслом и давало населению значительные доходы.
Рыбная ловля, а также сбор грибов и ягод имели большое значение для внутрисемейного потребления.
Со второй половины XVIII века развилось отходничество — лесозаготовка и сплав, бурлачество на реках Свирь, Нева и других. На реке Оять был развит гончарный промысел. В советское время у северных вепсов получила развитие промышленная разработка декоративного строительного камня, животноводство приобрело мясо-молочное направление.
Мужским занятием являлось изготовление разнообразных изделий из дерева, бересты, плетение из ивовых и еловых корней. Они делали деревянную кухонную утварь, предметы рукоделия — ткацкие станы, прялки, пяльцы и другие. Деревянные изделия для рукоделия обычно украшали резьбой.
Женщины занимались ткачеством, шитьём одежды и вышивкой.
- Предметы вепсского традиционного быта в вепсском музее в Шёлтозеро

### Жилище
Традиционные жилища и материальная культура близки к северорусским; отличия: Т-образная планировка связи жилой части с крытым двухэтажным двором; так называемое финское (у стены фасада, а не в переднем углу) положение стола в интерьере избы.

### Одежда
Особенность женской традиционной одежды — преимущественно юбочный комплект (юбка и кофта) наряду с сарафанами.

### Пища
- Традиционная пища: кислый хлеб, пироги-рыбники, пирог курник, «калитки» — ржаные ватрушки; рыбные блюда.
- Напитки: пиво (олуд), хлебный квас.

Ржаной хлеб представлял собой один из основных продуктов на вепсском столе. Детей с малолетства кормили ржаным хлебом, накрошенным в молоко. Ржаная мука использовалась для самой излюбленной выпечки — калиток (kalitkad), сканцев (korostad), рыбников (kalakurnik). Другой известный вид вепсской выпечки — пироги для зятя. Сканец для них раскатывали из пшеничного теста, а начиняли толокном, рассыпчатой пшённой кашей, сахарным песком. Затем их жарили в сливочном масле. Пироги для зятя готовили сразу при входе в дом сватов; а сладкими пирогами тёща угощала молодого зятя при его первом посещении дома своей жены после свадьбы.
Рыба у вепсов, проживающих на побережьях озёр и рек, занимала важное место в рационе. Из неё круглый год готовили уху, вялили, сушили в печах. Самой популярной едой из рыбы являлись пироги-рыбники.
Мясо появлялось на столах вепсов довольно редко. Скот забивали поздней осенью, мясо засаливали в бочках. Одним из старинных способов его заготовки впрок являлось вяление. Солёное мясо, завёрнутое в старые сети, вывешивали в начале весны на специальной перекладине на фронтоне избы. Летом его перевешивали на чердак, где оно хранилось до двух лет

### Обряды и обычаи
До 1917 сохранялись архаичные социальные институты — сельская община (суйм) и большая семья.
Семейные обряды сходны с северорусскими; отличия: ночное сватовство, ритуальное съедание молодыми пирога-рыбника в составе свадебной церемонии; два типа похорон — с причитаниями и с «веселением» покойника.

## Религия
В XI—XII веках среди вепсов распространилось православие, однако долго сохранялись дохристианские верования — например, в домового (pert’ižand), в обереги (одним из них служила челюсть щуки); больные обращались за помощью к знахарю (noid).
Многие исследователи вепсского народа отмечают, что у вепсов отмечается сочетание христианского и языческого мировоззрений. Самым известным среди духов-хозяев у вепсов был Хозяин леса — mecižand. Его также называют mecanuk, mecanmez’, mechiine, korbhiine. Он живёт с женой — mecanak, mecanemäg, а иногда и с детьми. Чаще всего хозяина леса описывают как высокого мужчину, одетого в балахон, с запахом налево, подпоясанного красным кушаком. Первым делом, как только войдёшь лес, следует принести жертву mechiine, пишет В. Н. Майнов, «а то не только он удачи не пошлёт, а ещё заведёт в такую чащобу, откуда не выберешься». Охотникам полагалось в первый куст по левой руке бросать несколько зерен овса, мелких монет, но не медных, перья, «что должно было изображать, что жертва приносится ему от того, кто на земле, под землёй и в воздухе». В лесу, чтобы не рассердить «хозяина», нельзя было ругаться, разорять птичьи гнёзда, муравейники, без надобности рубить деревья и кустарники.
На провинившихся он напускал болезнь, по его воле человек мог «попасть на дурной след» и заблудиться. Представление о лесе как некоем одушевлённом мире отражает и пословица «Kut mecha, muga i mecaspää (mecaspäi)» — «Как к лесу, так и от леса».
Известность вепсского края в конце XV — первой трети XVI веков связана с деятельностью преподобного Александра Свирского, который, по мнению ряда исследователей, был вепсом по происхождению. Вепсское происхождение Александра Свирского признаётся и в некоторых изданиях, публикуемых Русской православной церковью в просветительских целях.

## Известные вепсы
- Александр Свирский — православный святой, почитаемый в лике преподобного, игумен.
- Абрамов, Николай Викторович — известный вепсский поэт, журналист, переводчик и актёр.
- Голунов, Иван Валентинович[46] — независимый журналист-расследователь.
- Горбачёв, Марк Васильевич — советский государственный деятель.
- Зайцева, Нина Григорьевна[47] — литератор, доктор филологических наук.
- Иона Яшезерский — православный святой[48].
- Лисицына, Анна Михайловна — партизанка, связная Центрального Комитета Коммунистической партии Карело-Финской Советской Социалистической Республики. Герой Советского Союза. Награждена орденом Ленина, Красной Звезды.
- Лонин, Рюрик Петрович — собиратель вепсского фольклора, основатель Шелтозерского вепсского этнографического музея, писатель (писал на вепсском и русском языках), знаток и пропагандист вепсской культуры.
- Макарьев, Степан Андреевич — советский учёный-этнограф, фольклорист, краевед.
- Манькин, Иван Павлович — советский партийный и государственный деятель.
- Матвеев, Андрей Фёдорович — депутат Учредительного собрания от Олонецкой губернии (1917).
- Петухов, Анатолий Васильевич — вепсский писатель. Писал на русском и вепсском языках, являясь, фактически, первым вепсским профессиональным писателем.
- Пименов, Марк Пименович — купец 1-й гильдии, городской голова Петрозаводска, меценат.
- Пулькин, Василий Андреевич — литератор, педагог.
- Раиса Лардот — финская писательница.
- Строгальщикова, Зинаида Ивановна — общественный деятель. Кандидат исторических наук. Председатель правления КРОО «Общество вепсской культуры». Является представителем Постоянного Форума ООН по вопросам коренных народов.

## Вепсский фольклор
Среди эпических жанров фольклора представляют интерес зачатки исторического эпоса — предания о первых насельниках местного края, так называемых панах-предках, а также о древней чуди. Развит сказочный эпос (волшебные, бытовые, сатирические сказки). Довольно устойчиво сохраняются некоторые жанры обрядового фольклора — например, погребальные причитания. Широко бытуют разнообразные пословицы, поговорки, крылатые выражения.
По мотивам вепсского музыкального фольклора профессиональными композиторами написаны «Вепсская зима» В. Тормиса, «Вепсская рапсодия» Р. Пергамента, «Вепсская сюита» Л. Вишкарёва, «Фантазия на вепсскую тему» А. Голланда.
В 2006 году Национальный ансамбль песни и танца Республики Карелия «Кантеле» создал программу «Вепсские фантазии».
В 2008 году была создана вепсская фолк-группа «Noid», исполняющая традиционные вепсские песни в современной аранжировке.

## Национальные вепсские фестивали и форумы
- Вепсский праздник «Древо Жизни» проходит каждый год в селе Винницы Ленинградской области.
- 17 июня 2012 года, в посёлке Шугозеро Ленинградской области прошёл первый областной праздник вепсской культуры «Vepsän purde» — «Вепсский родник»[51].

## Топонимика
- Вепсская улица:
  - Вепсская улица в Санкт-Петербурге
  - Вепсская улица (село Ошта, Вологодская область)
  - Вепсская улица (деревня Симаново, Вологодская область)
  - Вепсская улица (город Тихвин, Ленинградская область)
  - Вепсский проезд (город Петрозаводск, Республика Карелия)
- Череповесь (ныне город Череповец, Вологодской области)[52]